# Февральская революция (жилой комплекс)
«Февральская революция» (также было известно ранее как «De Luxe») — 42-этажное высотное здание (в некоторых источниках классифицируется как небоскрёб), построенное в центре Екатеринбурга по адресу улица Февральской революции, 15. До 2012 года являлось самым высоким жилым домом России за пределами Москвы, пока не уступило свой титул 40-этажному жилому небоскрёбу «Олимп» в городе Грозном (высотой 145 м).

## История строительства
Изначально существовали планы, что «De Luxe» будет построен как 26-этажное здание, но позднее архитекторы увеличили его этажность сначала до 33, а затем и до 42 этажей. Главный архитектор Екатеринбурга Михаил Вяткин позже говорил, что дополнительная надстройка, увеличившая итоговую высоту и этажность, была сделана по предложению тогдашнего мэра города Аркадия Чернецкого.
Главный инженер проекта — Н. В. Черемисина, Архитекторы — И. К. Иванов, В. М. Ильиных, А. С. Башкиров; конструктор — Е. В. Машаров; инженер — О. В. Белинская. Строительство небоскрёба вело «ЗАО Компания „Атомстройкомплекс“». Жилой комплекс сдан в первой декаде сентября 2010 года.

## Характеристики
В здании высотой 138,79 м (по другим данным — 139,6 м) расположено 215 1-5-комнатных квартир площадью от 66 до 238 м². С 1-й по 3-й этаж расположены магазины и центры бытового обслуживания, торговый центр, с 4-го по 32-й этажи расположены типовые квартиры, с 35-го по 40-й этаж находится по одной квартире на этаже, на 42-м этаже расположена художественная мастерская, в здании есть пять технических этажей и четыре скоростных бесшумных лифта. Под зданием находится двухуровневый подземный паркинг.

## Фотогалерея

Состояние строительства на май 2010
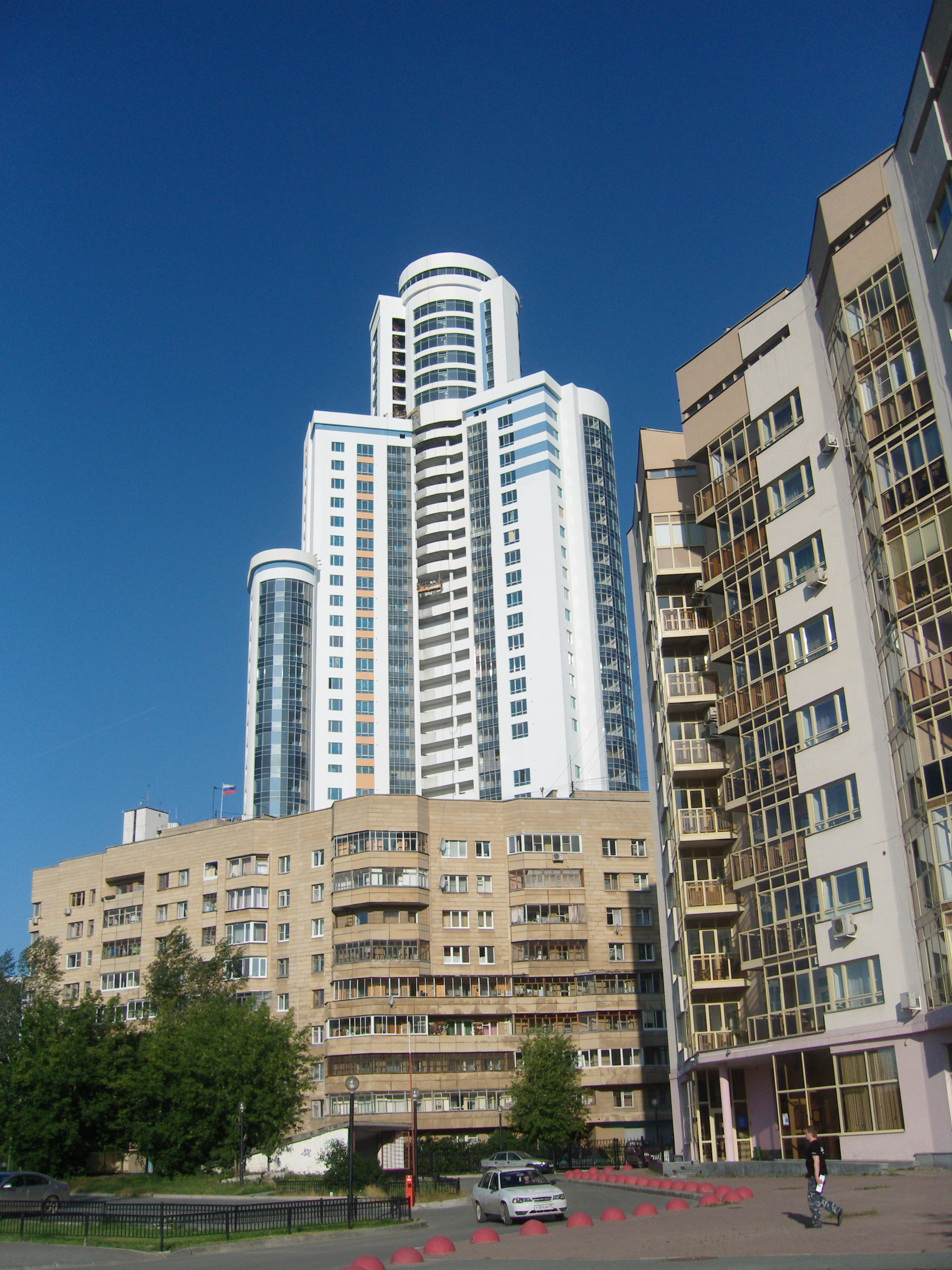
Состояние строительства на июль 2010
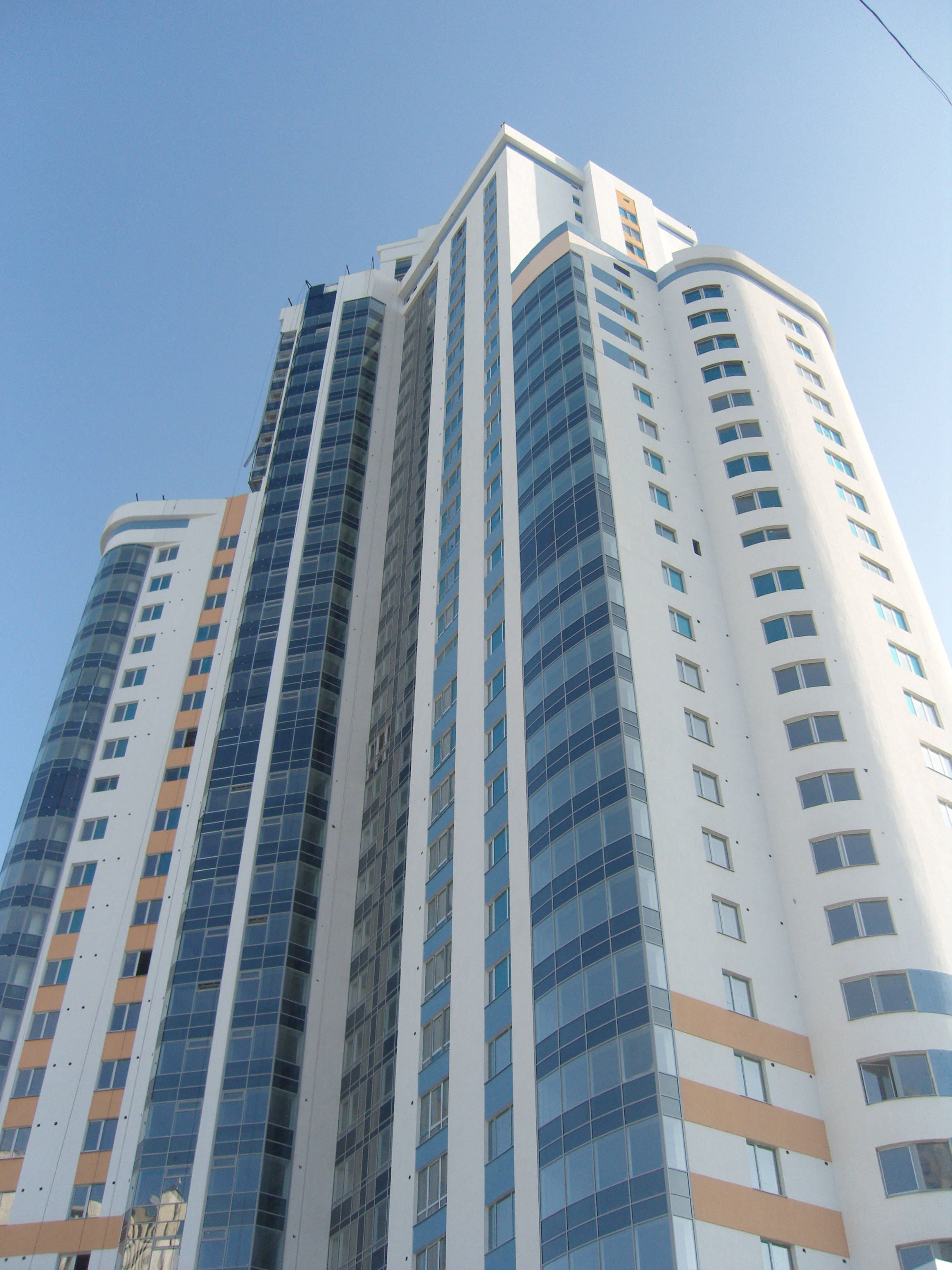
Состояние строительства на июль 2010
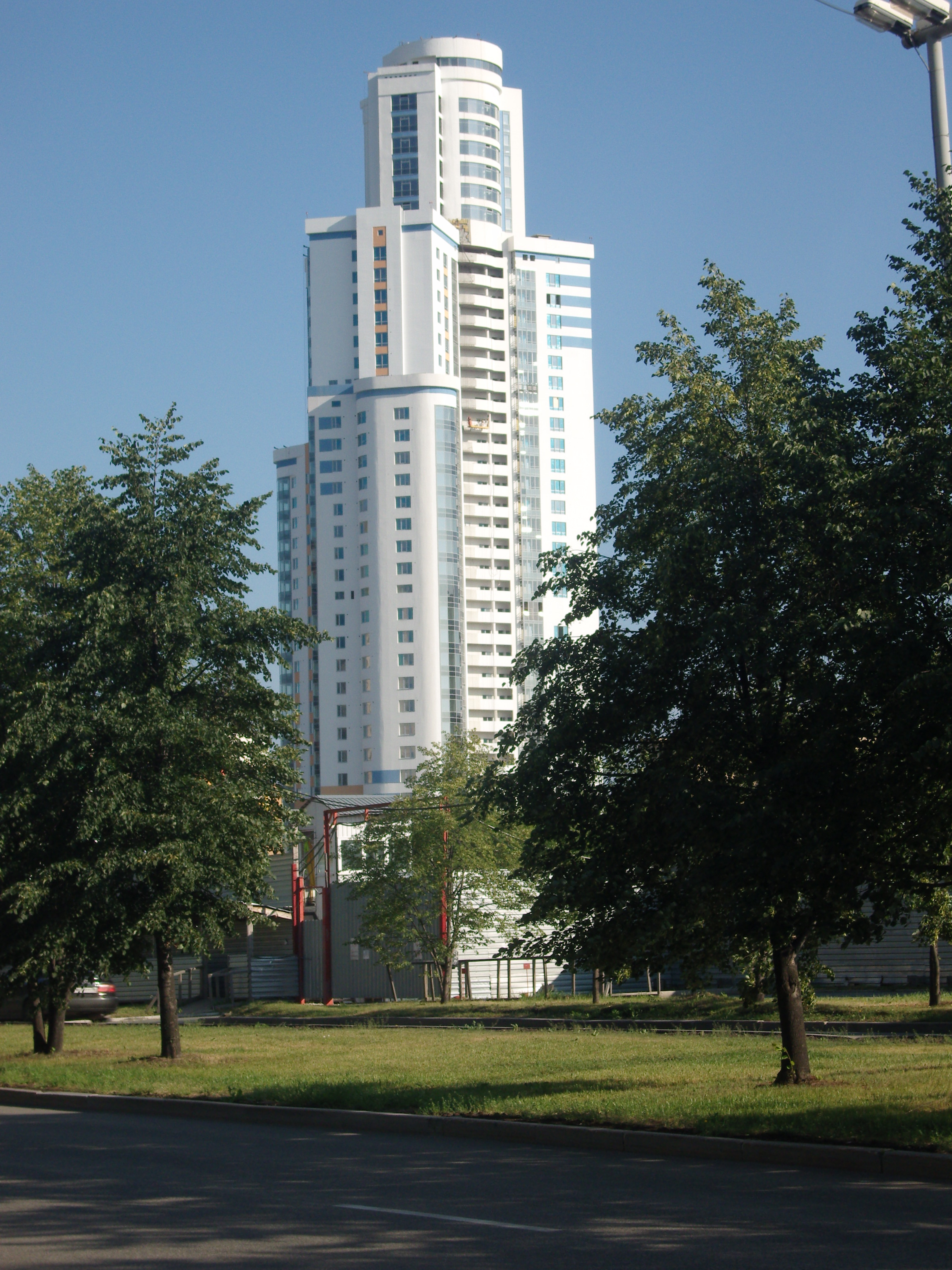
Состояние строительства на июль 2010
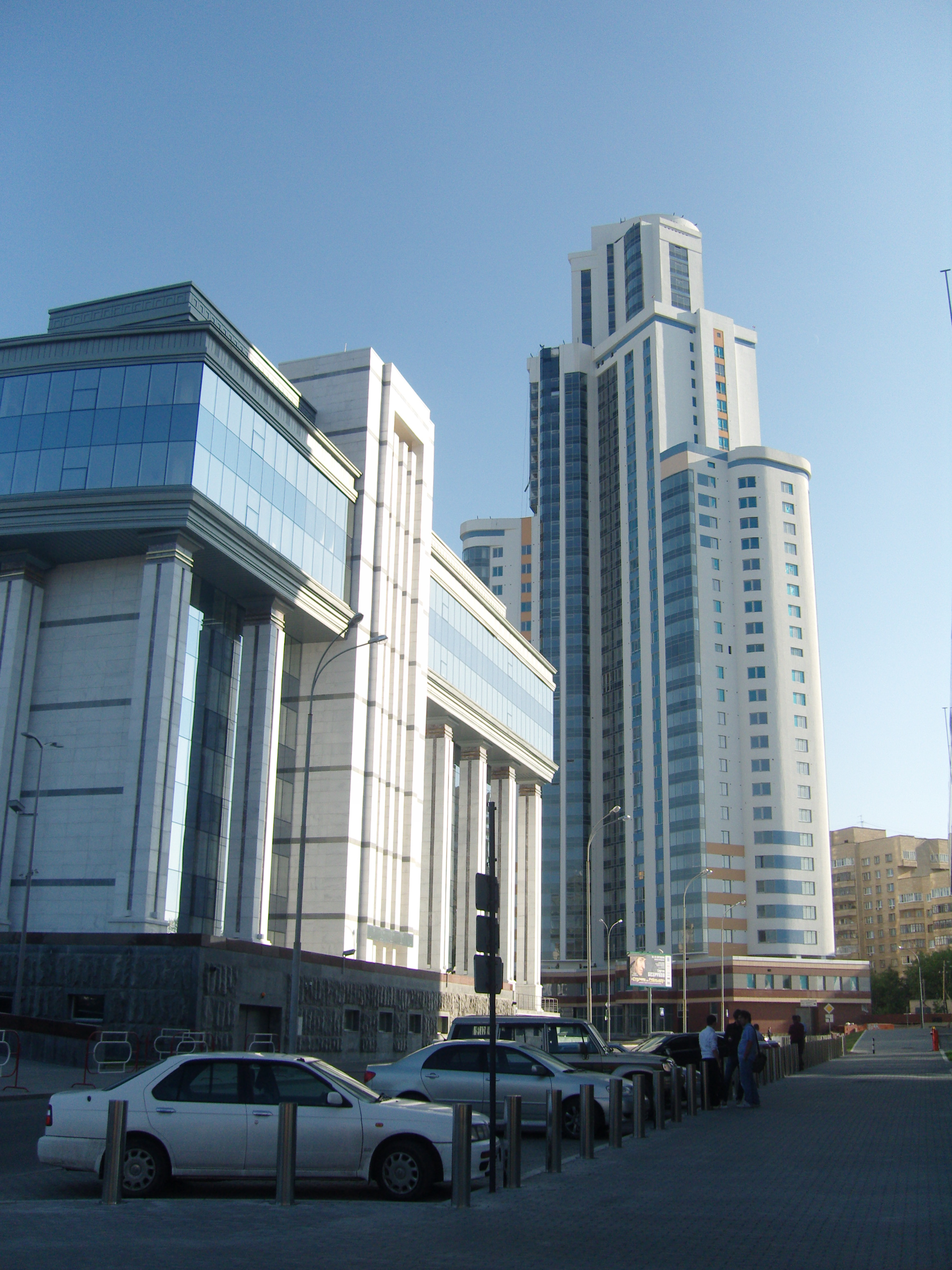
Состояние строительства на июль 2010
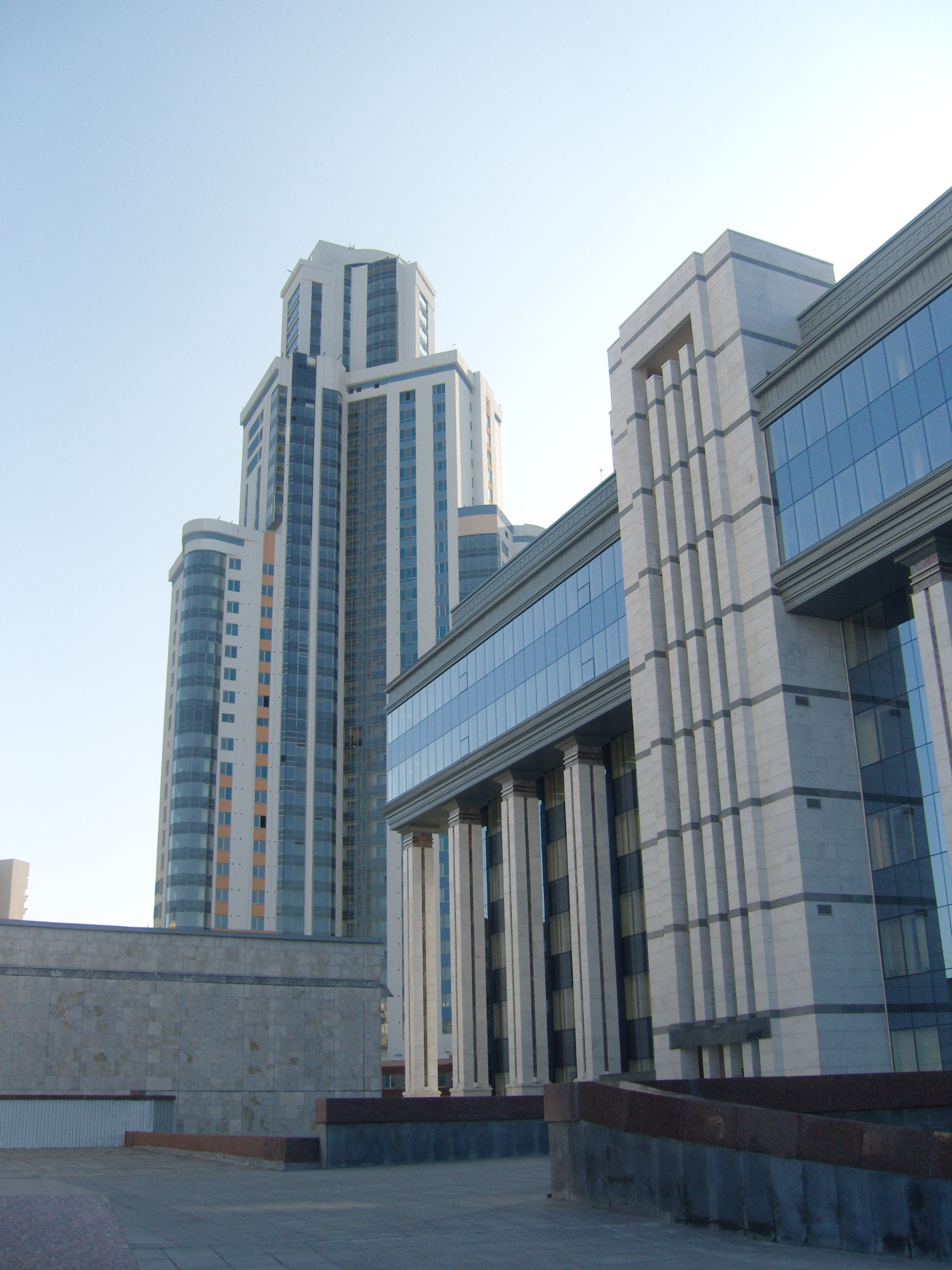
Состояние строительства на июль 2010
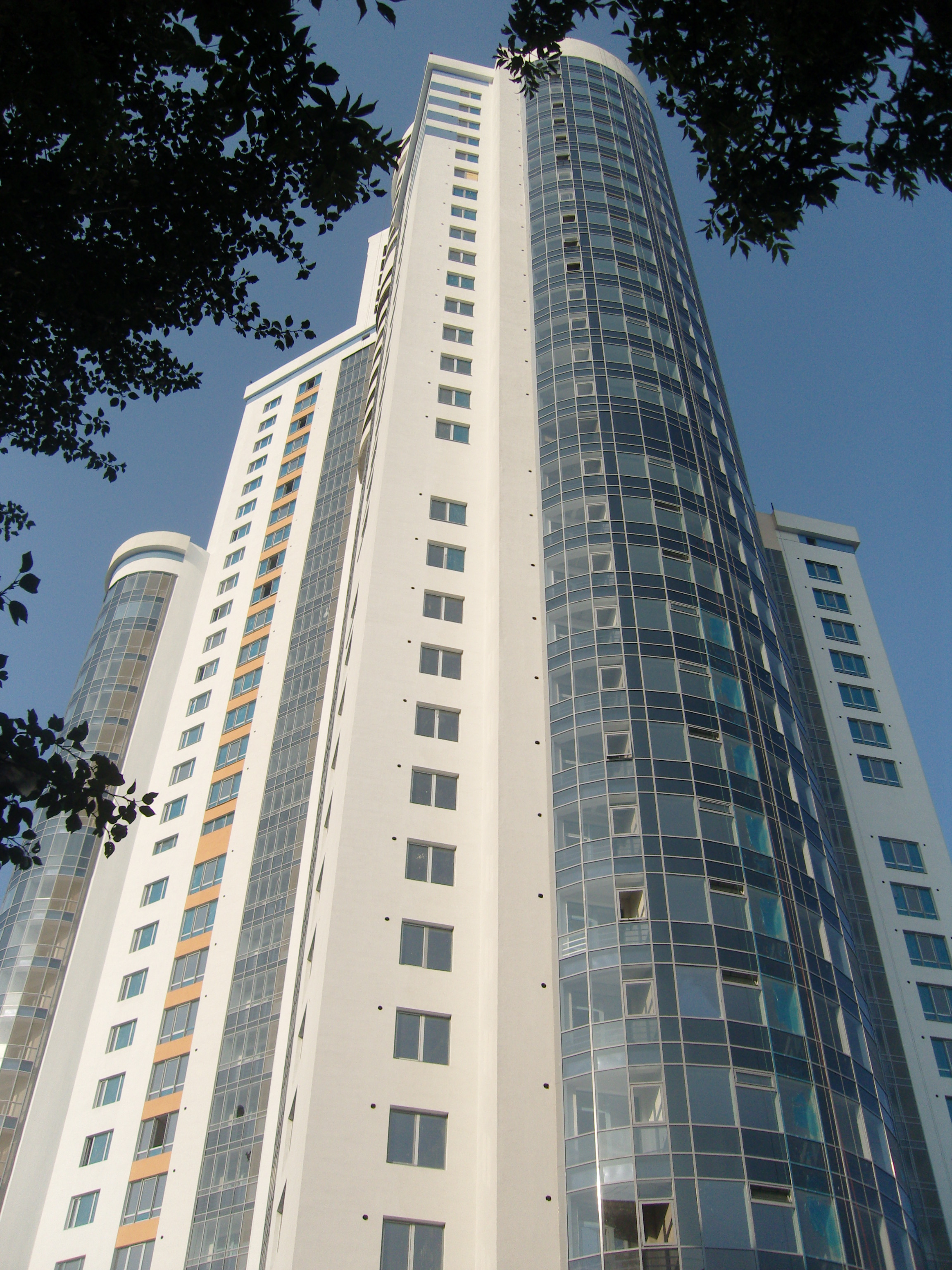
ЖК «Февральская революция», 29 июля 2010.
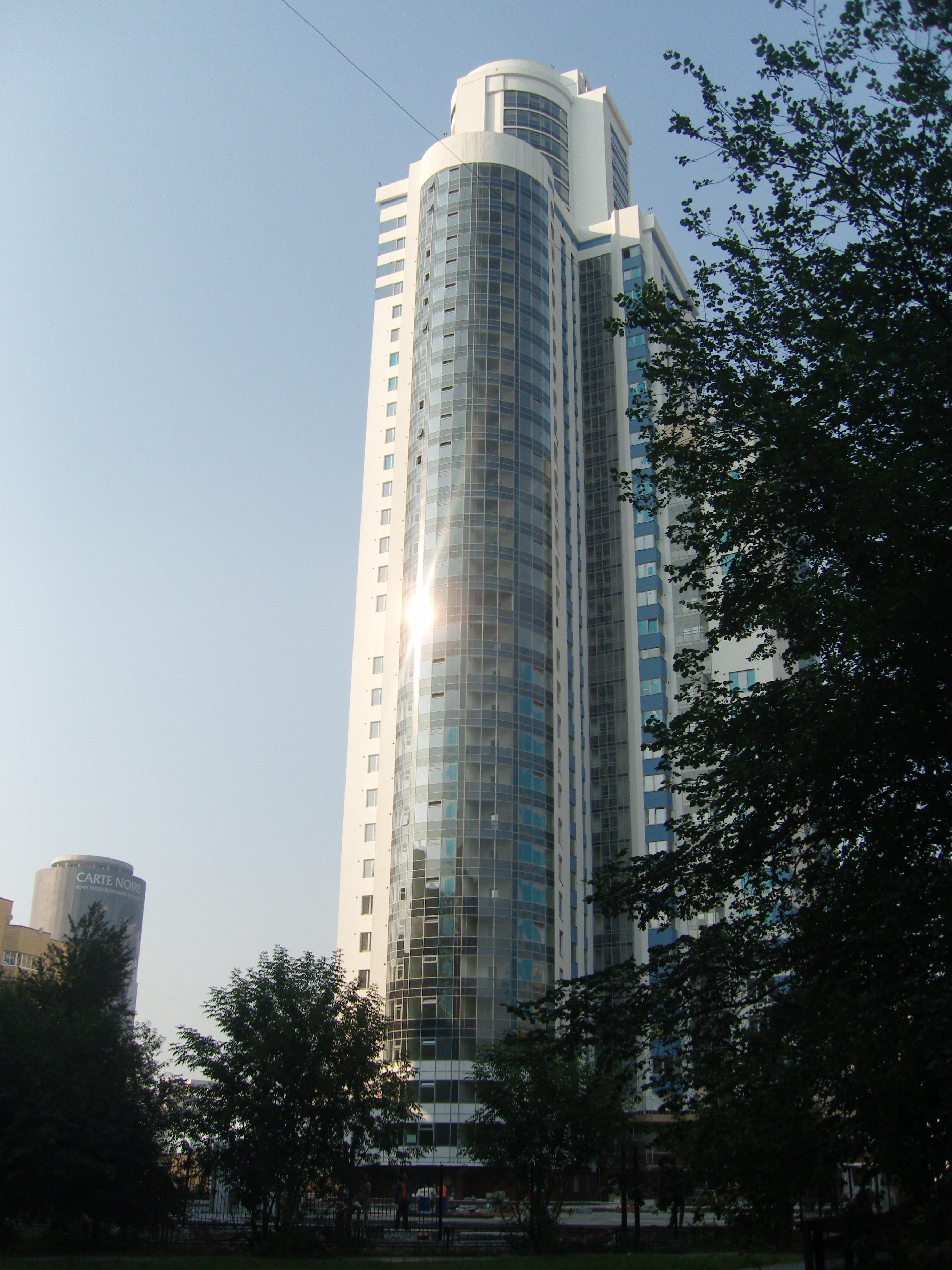
ЖК «Февральская революция», 29 июля 2010.